# Bonamia grandiflora
Bonamia grandiflora är en vindeväxtart som först beskrevs av Samuel Frederick Gray, och fick sitt nu gällande namn av Hallier f. Bonamia grandiflora ingår i släktet Bonamia och familjen vindeväxter. Inga underarter finns listade i Catalogue of Life.